# Бишевское сельское поселение (Чувашия)
Би́шевское се́льское поселе́ние (чув. Энтриэль ял тăрăхĕ) — упразднённое  муниципальное образование в составе Урмарского района Чувашской Республики.

## Население
| 2010 | 2012 | 2013 | 2014 | 2015 | 2016 | 2017 |
| ---- | ---- | ---- | ---- | ---- | ---- | ---- |
| 896  | ↘880 | ↘858 | ↘830 | ↘816 | ↘772 | ↗776 |
| 2018 | 2019 | 2020 | 2021 |      |      |      |
| ↘756 | ↘731 | ↘719 | ↘693 |      |      |      |

## Организации
- ООО «Агро-Владина»
- Бишевская основная общеобразовательная школа
- Дошкольная разновозрастная группа «Хевельпи»
- Фельдшерско-акушерский пункт
- Сельский дом культуры
- Сельская библиотека
- 2 магазина Урмарского райпо

## Населённые пункты
На территории поселения находятся следующие населённые пункты:
| Название   | Тип населённого пункта          | Население |
| ---------- | ------------------------------- | --------- |
| Бишево     | Деревня, Административный центр | 393       |
| Ойкасы     | Деревня                         | 148       |
| Шутнербоси | Деревня                         | 149       |
| Шибулаты   | Деревня                         | 347       |
| Буртасы    | Деревня                         | 27        |

## Достопримечательности
Николо-Покровская православная церковь

## Люди
- Петрова, Клавдия Васильевна